# Parc national de Jebel Mghilla
Le parc national de Jebel Mghilla est un parc national de Tunisie situé dans les gouvernorats de Kasserine (délégations de Sbiba et Sbeïtla) et de Sidi Bouzid (délégations de Jilma et Cebbala Ouled Asker.
Ce parc de 162,49 km2 est créé le 29 mars 2010 autour du djebel Mghila. Il est géré par le ministère de l'Agriculture.

## Topographie et flore
La montagne se présente comme un pli anticlinal orienté du Nord-Est au Sud-Ouest faisant partie de la dorsale tunisienne. Les précipitations annuelles sont d'environ 450–500 mm au sommet et de 350–400 mm sur les pentes, avec un été presque entièrement sec.
Le sommet culminant à 1 250 m présente une forêt intacte, constituée en majorité de chênes verts Quercus ilex rotundifolia. Les pentes sont couvertes de forêt et de broussailles contenant des pins d'Alep (Pinus halepensis), du genévrier de Phénicie (Juniperus phoenicea), et du genévrier cade (Juniperus oxycedrus oxycedrus), tandis que la partie basse de la montagne, autour de 500 m d'altitude, est couverte d'alfa (Stipa tenacissima) et la plaine alentour, plus dégradée par l'activité humaine, est plantée de cactus.
Le parc est créé en grande partie pour préserver ce qui reste sur les pentes de chêne-lièges, d'arbousiers (Arbutus unedo), de bruyère arborescente (Erica arborea) et de myrte commune (Myrtus communis) et la riche faune qu'ils abritent.

## Faune
Le parc abrite une faune diversifiée comprenant la genette, la mangouste, la couleuvre de Montpellier, le hibou grand-duc, le verdier, le corbeau, le rossignol, la buse féroce, le porc-épic, la chouette chevêche, le faucon crécerelle, la hyène rayée, l'aigle de Bonelli et l'aigle royal, le chacal, le renard roux, le sanglier, le hérisson, la tortue terrestre, la perdrix, la tourterelle, le chardonneret, la caille et le pigeon biset. 
Le parc contient des grottes, par exemple à Sdir Hajlaet et Kef Halloufa, et des oueds et divers points d'eau, ce qui en fait un habitat propice pour différents types de chauves-souris : une étude a mis en évidence onze types différents présents sur le site.

## Paléontologie
La partie Nord du parc est située en bordure de la faille de Sbiba. La région est bien située pour étudier la période de transition entre l'âge géologique de l'Albien et celui du Cénomanien. De ce fait, le parc est riche en fossiles : 22 espèces d'ammonites différentes, correspondant à différentes époques géologiques de cette transition, sont mises à jour en une seule étude, en plus du seul reste de serpent marin (élasmosaure) découvert dans une couche stratigraphique de la période de l'Albien, qui se trouve aussi être le premier plésiosaure découvert en Tunisie.

## Zone militaire tampon et opérations djihadistes
Une grande partie du parc est incluse dans une zone militaire fermée au public. En 2015, le groupe Jound al-Khalifa, allié aux organisations terroristes Al-Qaïda puis État islamique s'est retranché dans la montagne et a opéré dans la région,. Le groupe est accusé d'avoir causé directement la mort de six soldats lors d'affrontements (dont quatre morts et neuf blessés le 7 avril 2015, un mort le 16 novembre de la même année et un le 5 novembre 2016) et de deux bergers locaux, les frères Mabrouk et Khelifa Soltani, qui sont enlevés puis décapités à un an d'intervalle. Les membres du groupe sont capturés, ou éliminés, lors d'opérations de ratissage en 2018 puis, après les dernières tensions résiduelles, en 2020 et 2021.
Le parc a souffert d'incendies lors des affrontements entre djihadistes et militaires, en particulier en 2017. La zone minée par les djihadistes continue de faire des blessés parmi les militaires (en 2015, 2017, 2018, 2020 et 2021,) et les civils quand des habitants viennent récolter l'alfa, du bois ou faire paitre leurs troupeaux (en 2018, 2021 et 2023).